# Rezystencja
Rezystencja – polski zespół z Ustronia, grający muzykę oi!, utworzony w 1993 r.  

## Dyskografia

### Albumy studyjne
- Nic nie zatrzyma nas (1994, MC/CD, Carry On Oi/Thor Records)
- My jesteśmy skinheads (1995/2004, MC/CD, Carry On Oi/Olifant Records)
- To jest nasza muzyka (1998/2005, MC/CD, Carry On Oi/Olifant Records)
- Naszych dzieci nie oddamy (2005/2006, MC/CD EP, Racingrock Records)

### Kompilacje
- Oi!Atak vol.1 – Oi!Oi!Oi! Atak!!! (MC, Carry On Oi)[1]
- Oi!Atak vol.2 (MC, Carry On Oi)
- Oi! Atak vol.3 (MC, Carry On Oi)
- Oi! Dla Ojczyzny Vol. 1(MC, Fan Records)
- Oi-Rare and exotica (LP/CD)
- Oi it's a world invasion vol.3 (CD)
- Never say die vol.1 (CD, Nordisc Records)
- Muzyka ulicy muzyka dla mas vol.1 (Olifant Records, 2004 r., Muzyka ulicy muzyka dla mas)[2][3][4]
- Muzyka ulicy muzyka dla mas vol.2 (Olifant Records, 2006 r., Muzyka ulicy muzyka dla mas)[5][6][7]
- Cztery barwy Oi! Vol. 1[8][9]
- Polska gola! (2006)[10][11].

## Tribute to Rezystencja
W 2008 r. Olifant Records wydał płytę CD pt. „Tribute to Rezystencja”. Na płycie znalazło się 17 utworów Rezystencji wykonanych przez 17 zespołów: All Bandits, Komando Bimber, C.S., Duma 84, The Sandals, Skunx, I.V.C., Contra Boys, Faul, Lumpex 75, Horytnica, Prawy Prosty, Dewastators, Flat Caps, WKG, Zyggie Piggie, Sarri Ska Band.